# Roger Glover
Roger David Glover (Brecon, 30 de novembro de 1945) é um músico, compositor e produtor musical. É mais conhecido por ser o baixista das bandas de hard rock Deep Purple e Rainbow.

## Início de carreira
Nascido perto de Brecon, País de Gales, Glover se mudou com sua família para St Helens antes de se instalar na área de South Kensington em Londres, com 10 anos de idade. Naquela época, os interesses de Glover começaram a direcionar-se para o rock, e quando tinha treze anos, Glover começou a tocar guitarra. Ele mais tarde mudou-se para o distrito de Pinner, no norte de Londres e, enquanto estudava na Harrow County School for Boys, formou sua primeira banda, Madison, com um grupo de amigos, que mais tarde se fundiu com uma banda rival para se tornar nos Episode Six, uma banda que tinha Ian Gillan. Os dois deixaram a banda em 1969 para se juntar aos Deep Purple.

## Deep Purple e solo
Depois de passar quatro anos com o Deep Purple, onde a banda viu seus lançamentos mais bem sucedidos nos álbuns, in Rock e Machine Head, Glover, juntamente com Gillan, abandonou a banda após segunda turnê do Deep Purple, do Japão, no verão de 1973.
Ao longo da década de 1970, Glover passou a produzir bandas como Judas Priest, Nazareth, Elf, Ian Gillan Band, e David Coverdale.
Em 1974, Glover lançou seu primeiro álbum solo, Butterfly Ball de 1979 a 1984, ele era o baixista, compositor e produtor da banda de Ritchie Blackmore a solo, os Rainbow, trabalhando em quatro álbuns de estúdio do grupo.
Em 1983 gravou o seu terceiro álbum solo, Mask, lançado no ano seguinte. Quando, em abril de 1984 a banda Deep Purple foi recriada, Glover voltou para a sua antiga banda, onde ele permaneceu durante as últimas duas décadas e meia.
Em 1988, Glover e o colega dos Deep Purple, Ian Gillan, gravaram um álbum, como projeto paralelo à banda, Accidentally on Purpose. Quase duas décadas depois, Glover tocou com Ian Gillan durante a breve turnê de Gillan, a solo, em 2006.
Em 2002, Glover lançou o seu quarto álbum a solo, intitulado Snapshot, sob o nome de Roger Glover & The Guilty Party. O álbum contou com performances de Randall Bramblett (com quem compartilhou os créditos de várias faixas), bem como a filha de Glover, Gillian.
Em 2011, Glover lançou seu quinto álbum solo, If Life Was Easy, que contou com participações especiais de Dan McCafferty, dos Nazareth, e Pete Agnew, bem como Gallay Walther e Daniel "Sahaj" Ticotin.

## Colaborações e performances notáveis
Em 2001, Glover estava entre uma série de baixistas que contribuíram para Gov't Mule álbum duplo The Deep End, gravado como uma homenagem ao falecido Allen Woody, baixista original Mulo. Glover jogado do Deep Purple, "Talvez eu sou um Leo", que foi uma das canções favoritas de Woody. Em 3 de maio de 2003, em New Orleans Glover também participou em um concerto especial realizado por Gov't Mule com participações de todos os baixistas que contribuíram para o álbum Deep End.
Em 07 de outubro de 2007 Glover se juntou ao seu ex-colega de banda Jon Lord para executar Concerto para Grupo e Orquestra, no Teatro Royal & Derngate em Northampton. O show também contou com Royal Philharmonic Orchestra conduzido por Paul Mann.
Em 2008, Roger Glover no baixo em uma única instituição de caridade chamada "canção de Lucy", escrito e produzido por David Domminney de Rogue Studios em Londres e disponível no iTunes. A receita proveniente da venda foi para a Linda McCartney Cancer Centre (especificamente para promover a sua Área de evento Mulheres que teve lugar em Liverpool Cricket Club em 06 de julho de 2008).
Em 21 de marco de 2012 Ian Paice foi um show com a banda Purpendicular Púrpura Profundo tributo em Pratteln, na Suíça. A banda recebeu um reforço surpresa, Roger Glover "passou a ser no bairro" e se juntou a eles no palco.
Vida pessoal
Glover reside atualmente na Suíça, onde vive com sua parceira Myriam. Myriam deu à luz uma menina, Lucinda, em 27 de junho de 2009. Glover foi casado duas vezes, e tem outra filha, músico Gillian Glover (nascido em 1976), de seu primeiro casamento.
Em 2004, a ITV Wales foi ao ar um especial de TV sobre Roger Glover chamado "Roger Glover - Made in Wales" (produzido por Craig Hooper), que apresenta entrevistas de colegas músicos Ian Gillan e Ian Paice, assim como a mãe de Glover, Brenda, e sua esposa Lesley.
Pintura e fotografia
Em 22 de outubro, a exposição 2010 Roger Glover arte chamado "Silence feliz", estreou no K-8 eV Galerie, em Colónia. Anteriormente Glover deixou muitos de seus quadros serem leiloados em outras galerias de bons propósitos, mas esta foi a sua própria primeira grande apresentação.

## Galeria de imagens

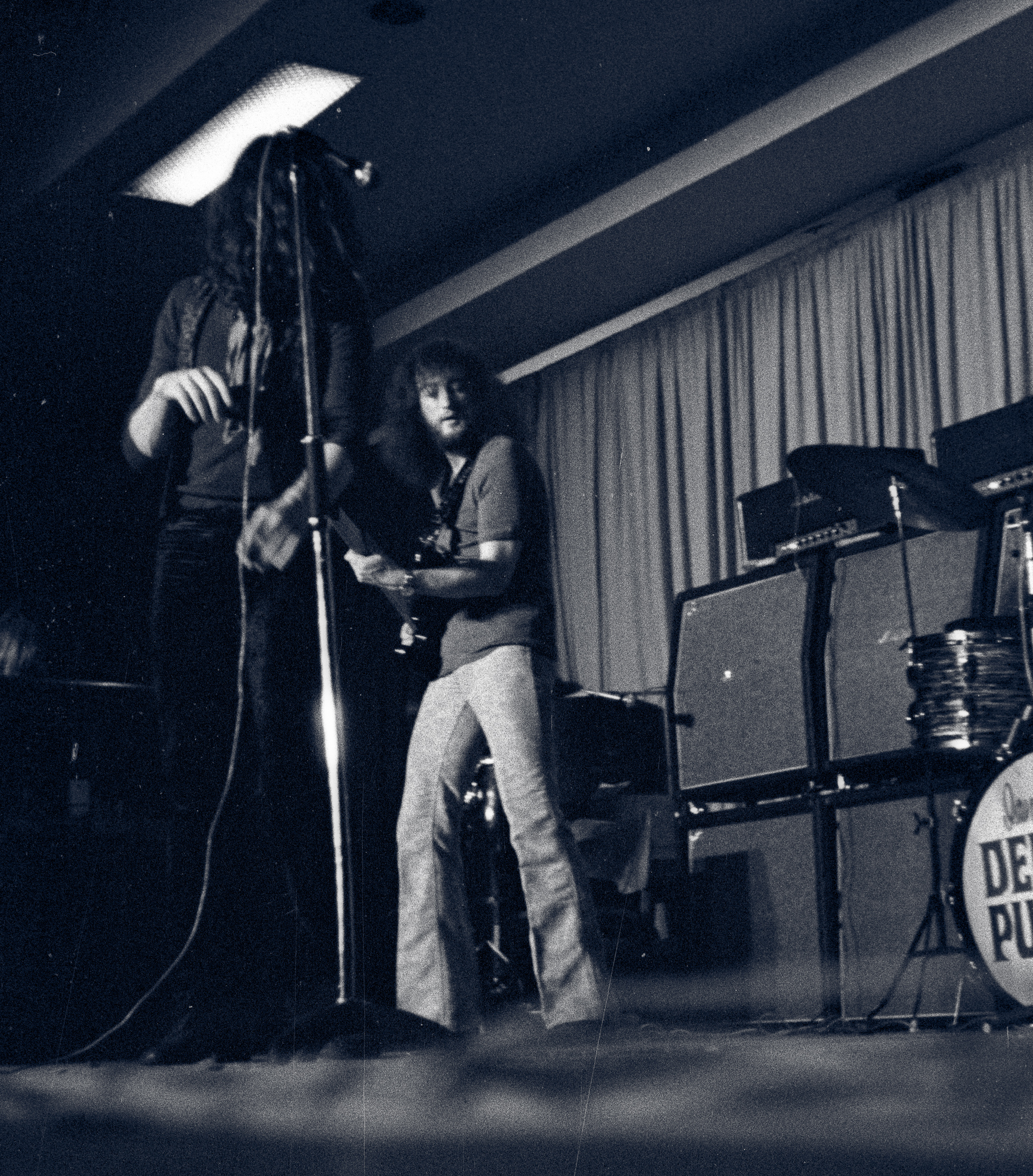
Roger Glover (no centro) com o Deep Purple em 1970
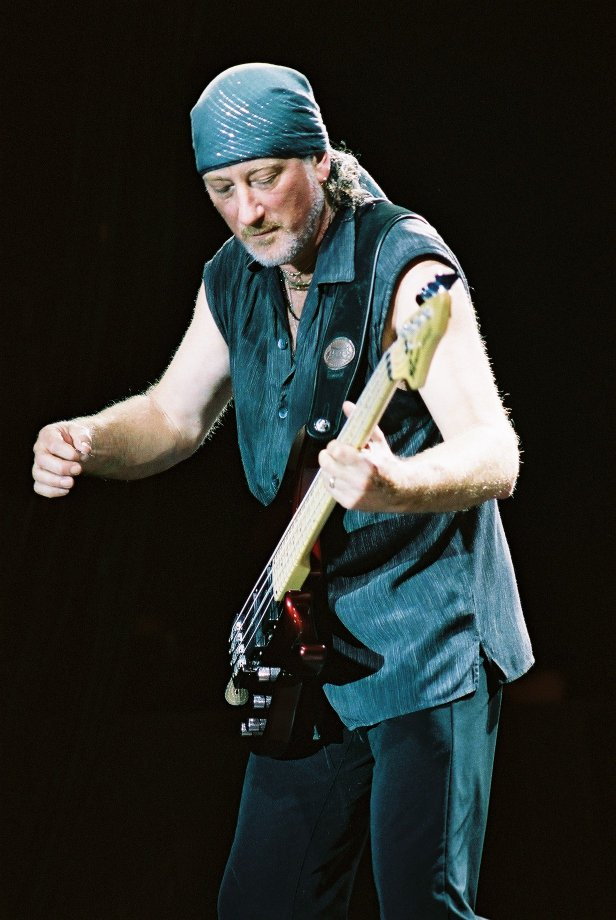
Roger Glover em 2002
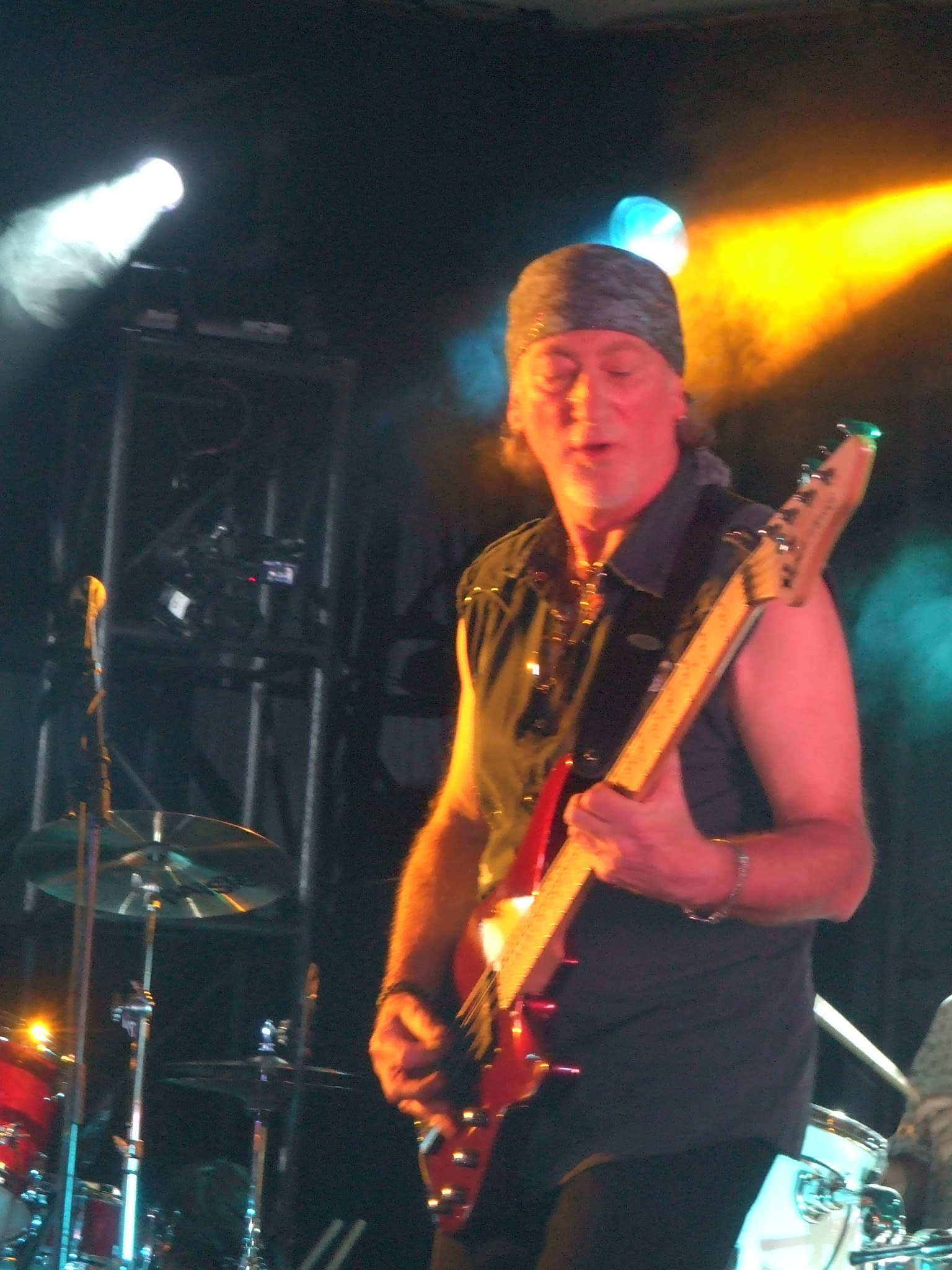
Roger Glover em Londres, 2007

## Discografia
| Deep Purple - In Rock (1970) - Fireball (1971) - Machine Head (1972) - Who Do We Think We Are (1973) - Perfect Strangers (1984) - The House of Blue Light (1987) - Slaves and Masters (1990) - The Battle Rages On... (1993) - Purpendicular (1996) - Abandon (1998) - Bananas (2003) - Rapture of the Deep (2005) - Now What?! (2013) - Infinite (2017) - Whoosh! (2020) Rainbow - Down to Earth (1979) - Difficult to Cure (1981) - Straight Between the Eyes (1982) - Bent Out of Shape (1983) Episode Six - Put Yourself in My Place (1987) - BBC Radio 1 Live 1998/1969 (1997) - The Complete Episode Six (1991) - Cornflakes and Crazyfoam (2002) - Love, Hate, Revenge (2005) Compilação de canções gravadas entre 1964 e 1969 Solo - Let's Go to the Disco/Broken Man (single) (1974, com Ray Fenwick, lançado sob o nome Marlon) - The Butterfly Ball and the Grasshopper's Feast (1974) - Strawberry Fields Forever/Isolated Lady (single) (1975, com Eddie Hardin) - Elements (1978) - Mask (1984) - Accidentally on Purpose (1988, com Ian Gillan) - Snapshot (2002) - If Life Was Easy (2011) Participações - Rupert Hine & David MacIver – Pick Up a Bone (1971) - Jon Lord – Gemini Suite Live (1972) - Dave Cousins – Two Weeks Last Summer (1972) - Nazareth – Loud 'n' Proud (1973, "Free Wheeler") - Andy Mackay – In Search For Eddie Riff (1974) - Dan McCafferty – Dan McCafferty (1975) - Ian Gillan Band – Child In Time (1976) - Eddie Hardin – Wizard's Convention (1976, "Loose Ends") - John Perry – Sunset Wading (1976) - Eddie Hardin – You Can't Teach An Old Dog New Tricks (1977) - David Coverdale – White Snake (1977) - David Coverdale – Northwinds (1978) - Joe Breen – More Than Meets The Eye (1978) - Wheels – Don't Be Strange (1979) - Eddie Hardin – Circumstancial Evidence (1982) - Ian Gillan – Naked Thunder (1990, "No More Cane on the Brazos") - Pretty Maids – Jump The Gun (1990, "Dream On") - Ian Gillan – Cherkazoo and Other Stories (1992, gravações antigas de 1972–1974) - Gov't Mule – The Deep End, Volume 1 (2001, "Maybe I'm A Leo") - Gov't Mule – The Deepest End, Live in Concert (2003, "Maybe I'm A Leo") - Ian Gillan – Gillan's Inn (2006) - Domminney – Lucy's Song (single de caridade para Field for Women) (2008) - Bernhard Welz – Stay Tuned (2010, "Believe Me") - Purpendicular – This Is The Thing #1 (2013) - Walther Gallay – Stigmates (2014) | Como produtor - Rupert Hine & David MacIver – Pick Up a Bone (1971) - ELF – ELF (1972, com Ian Paice) - Nazareth – Razamanaz (1973) - Nazareth – Loud 'n' Proud (1974) - Nazareth – Rampant (1974) - Spencer Davis Group – Living in a Back Street (1974) - Hardin & York, with Charlie McCracken – Hardin & York, with Charlie McCracken (1974, duas faixas apenas) - ELF – Carolina County Ball (1974) - ELF – Trying to Burn the Sun (1975) - Reflections – Moon Power/Little Star (single) (1975) - Strapps – Strapps (1976) - Ian Gillan Band – Child in Time (1976) - Rory Gallagher – Calling Card (1976) - Status Quo – Wild Side of Life/All Through The Night (single) (1976) - Judas Priest – Sin After Sin (1977) - Young & Moody – Young & Moody (1977) - Eddie Hardin – You Can't Teach An Old Dog New Tricks (1977) - Strapps – Secret Damage (1977, com Louie Austin e Chris Kimsey) - David Coverdale – White Snake (1977) - David Coverdale – Northwinds (1978) - Barbi Benton – Ain't That Just the Way (1978) - Joe Breen – More Than Meets The Eye (1978) - Grand Theft – Have You Seen This Band? (1978) - Rainbow – Down to Earth (1979) - Young & Moody – Devil Went Down To Georgia/You Can't Catch Me (single) (1979) - Young & Moody – All The Good Friends/Playing Your Game (single) (1980) - Michael Schenker Group – The Michael Schenker Group (1980) - Rainbow – Difficult to Cure (1981) - Rainbow – Straight Between the Eyes (1982) - Rainbow – Bent Out of Shape (1983) - Rainbow – Finyl Vinyl (1986) - Pretty Maids – Jump The Gun (1990) - Deep Purple – Slaves and Masters (1990) - Deep Purple – The Battle Rages On (1993, com Thom Panunzio) - Deep Purple – Purpendicular (1996) - Deep Purple – Abandon (1998) - Dream Theater – Made in Japan (2006) - Gillian Glover – Red Handed (2007, produção adicional) - Café Bertrand – L'Art délicat du Rock & Roll (2008, mixagem) - Young & Moody – Back for the Last Time Again (2011, gravações antigas) Participações em Filmes e na TV - 1976 The Butterfly Ball (participa do filme) - 1991 Deep Purple – Heavy Metal Pioneers (Warner, entrevistado) - 1995 Rock Family Trees, ep. Deep Purple (TV, entrevistado) - 1996 In a Metal Mood - 2000 100 Greatest Artists of Hard Rock (TV, entrevistado) - 2002 Gov't Mule – Rising Low (participa) - 2002 Classic Albums, ep. Deep Purple – Machine Head (Granada, entrevistado) - 2004 Roger Glover – Made in Wales (ITV, entrevistado) - 2006 Memo – Ivan Pedersen's 40 års karriere (feature, entrevistado) - 2007 Ian Gillan – Highway Star: A Journey in Rock (participa, entrevistado) - 2011 Metal Evolution, ep. Early Metal, Part 2: UK Division (VH1, entrevistado) - 2013 Behind The Music Remastered, ep. Deep Purple (VH1, entrevistado) |